# Real Club Deportivo Mallorca
O Real Club Deportivo Mallorca é um clube espanhol da ilha de Mallorca com sede na cidade de Palma de Mallorca.

## História
O Mallorca foi fundado em 1916 com o nome de Alfonso XIII FBC em homenagem ao então Rei da Espanha, Afonso XIII. O primeiro campo, o Estádio ONO, foi inaugurado com uma partida contra o Barcelona, resultando em uma vitória de 8 a 0 para os visitantes. O clube Alfonso XIII jogou seu primeiro jogo contra o Club Esportiu Mataró e o resultado foi 1 a 1. No dia 28 de junho daquele ano, o Rei Afonso XIII honrou a equipe com o título de Real Sociedad, passando a se chamar Real Sociedad Alfonso XIII.
Em 1917, a Federação Catalã admitiu a Real Sociedad Alfonso XIII na Segunda Divisão do Campeonato Catalão e o Mallorca chegou à final, jogada em Barcelona contra Palafrugell, e venceu por 3 a 1, conseguindo assim seu primeiro título.

## Principais Títulos
| NACIONAIS  | NACIONAIS                            | NACIONAIS | NACIONAIS |
|            | Competição                           | Títulos   | Temporadas |
|            | Copa do Rei                          | 1         | 2002-03 |
|            | Supercopa da Espanha                 | 1         | 1998 |
| semmdolura | Campeonato Espanhol - 2ª Divisão     | 2         | 1959-60 e 1964-65                                                                                              |
| semmdolura | Campeonato Espanhol - 3ª Divisão     | 2         | 1980-81 e 2017-18                                                                                              |
| semmdolura | Campeonato Espanhol - 4ª Divisão     | 6         | 1943-44, 1954-55, 1956-57, 1957-58, 1958-59 e 1979-80                                                          |
| REGIONAIS  | REGIONAIS                            | REGIONAIS | REGIONAIS |
|            | Competição                           | Títulos   | Temporadas |
|            | Campeonato de Mallorca               | 13        | 1917, 1919, 1923-24, 1924-25, 1925-26, 1926-27, 1928-29, 1929-30, 1930-31, 1931-32, 1935-36, 1936-37 e 1937-38 |
|            | Campeonato Regional de Baleares      | 9         | 1919, 1923-24, 1924-25, 1926-27, 1928-29, 1929-30, 1930-31, 1931-32 e 1935-36                                  |
|            | Troféu Ilhas Baleares                | 1         | 2004 |
|            | Campeonato da Catalunha - 2ª Divisão | 1         | 1916-17 |
| TOTAL      | TOTAL                                | TOTAL     | TOTAL |
|            | Conquistas                           | Títulos   | Categorias |
|            | Títulos oficiais                     | 36        | 12 Nacionais e 24 Regionais                                                                                    |
| ---------- | ------------------------------------ | --------- | --- |

## Torneios Amistosos
Trofeo Nicolás Brondo (6): 1971, 1972, 1984, 1985, 1994 y 2006 (este último como Mallorca B)
 Trofeo Ciudad de Palma (10): 1987, 1991, 1992, 1994, 1997, 2007, 2010, 2014, 2017 e 2018
 Trofeo de la Agricultura (17): 1981, 1982, 1984, 1985, 1988, 1992, 1994, 1995, 1996, 1998, 1999, 2000, 2001, 2002, 2003, 2015 e 2018
 Trofeo Festa d'Elx: 2007
 Trofeo Ramón de Carranza: 2003
 Mallorca Summer Cup: 2008
 Trofeo Regional Provincia de Palermo: 2009
 Trofeo Ciudad de Zamora: 1980
 Torneo de Fútbol Internacional Tot Sport: 1990
 Trofeo Carabela de Plata: 2014
 Trofeo Festes d´Inca(2): 2017 e 2018